# Antiques Roadshow
Antiques Roadshow är ett brittiskt TV-program som sänts av det statliga TV-bolaget BBC sedan 1979. Programmet går ut på att man turnerar till olika orter i Storbritannien och värderar antikviteter.
Programformatet har spridit sig till många andra länder i Europa, Nordamerika och andra platser. I Sverige sänds motsvarande programmet på SVT under namnet Antikrundan, och i Finland producerades formatet under namnet Antiikkia, antiikkia med Wenzel Hagelstam som programledare.